# Marianne Kärre
Marianne Kärre, född Engwall den 25 mars 1923 i Gävle, död den 19 juni 2016 i Stockholm, var en svensk journalist, författare och översättare. Hon var bland annat journalist vid Dagens Nyheter. Marianne Kärre var mamma till diplomaten Malin Kärre och professorn i molekylär immunologi Klas Kärre. 
På 1950-talet var Marianne Kärre tillsammans med sin make Bo Kärre ansvariga för verksamheten i Svenska studenthemmet i Paris. På 1990-talet tog de initiativet till en vänförening som under en längre period verkade för att öka kunskapen om studenthemmet, stödja dess verksamhet samt underlätta för tidigare studenter att kunna träffas. Hon var expert i Barnstugeutredningen 1968. Där bidrog hon bland annat med perspektiv av att ha bott i Paris, som hon genom école maternelle menade hade kommit betydligt längre med barnomsorg än Sverige. Makarna Kärre är begravda på Nacka norra kyrkogård.